# Xystrocera holatripes
Xystrocera holatripes là một loài bọ cánh cứng trong họ Cerambycidae.